# Аршовець
Аршовець, Аржавець — струмок в Україні, у Сторожинецькому й Глибоцькому районах Чернівецької області, лівий доплив  Малого Серету (басейн Дунаю).

## Опис
Довжина струмка приблизно 3 км.

## Розташування
Бере початок на північному сході від села Верхні Петрівці. Тече на південний схід і у селі Купка впадає у річку Малий Серет, праву притоку Серету. 
Струмок перетинає автомобільна дорога Т 2624.

## Притоки
Аржавець-Маре (лівий витік); Аржавець-Мік (правий витік).